# Pomar (Badalona)
Pomar és un barri de Badalona. Amb una superfície de 38,48 ha, limita amb els barris de Morera, Pomar de Dalt i les Guixeres.
Segons les dades del padró municipal de 2013, el barri de Pomar té 4798 habitants, dels quals 2316 (48,3%) són homes i 2482 (51,7%) són dones. La població del barri representa un 2,2% del total de Badalona. Les dades sobre la immigració mostren que el nombre d'habitants estrangers no arriba a les cent persones.

## Història
L'actual barri de Pomar està format exclusivament per blocs de promoció pública promoguts l'any 1967 per l'aleshores Ministerio de la Vivienda, mitjançant l'organització franquista Obra Sindical del Hogar. El resultat fou la construcció de 2.000 nous habitatges, amb la consegüent instal·lació de 10.000 persones el 1973, la gran majoria antics barraquistes de Montjuïc (Barcelona) afectats per les riuades de l'inici dels anys seixanta, a més de les diverses obres viàries que s'estaven realitzant a Barcelona, bàsicament autopistes i la prolongació del passeig marítim a l'altura del Somorrostro.
Aïllat de la ciutat, era una zona marginal, sense serveis, i els equipaments que tenia pràcticament no funcionaven. Tanmateix, l'Obra Sindical del Hogar se'n va desentendre i també l'ajuntament, que responsabilitzava la promotora, que fou durament criticada. Gràcies a les lluites veïnals, Pomar aconseguí integrar-se cada vegada més a Badalona.
El 1980, la totalitat dels edificis de promoció pública foren delimitats com a barri. Això no obstant, la toponímia d'aquest barri prové de l'antic veïnat de Pomar, un dels més antics de Badalona, el qual es va formar al voltant de Cal Comte, a l'actual barri de Pomar de Dalt.

## Lluites veïnals
Durant l'any 1985, i arran d'un conflicte amb el transport públic, el barri va agafar molta notorietat. Un cop va arribar el metro a Badalona (allargament de la L4), es va reestructurar el servei d'autobusos i el seu recorregut va acabar sense arribar al barri. Tot plegat va generar molta indignació en la gent, perquè la zona quedava aïllada a la nit (sense servei) i a més, els usuaris havien de pagar dos bitllets cada dia per anar a treballar a Barcelona, principal destí dels llocs de feina dels veïns de Pomar. L'associació de veïns del barri va tenir un paper fonamental en aquesta lluita i ho va fer d'una manera molt original, que fa que encara es recordi la seva fita. Integrants de la junta veïnal, com la Maite Torelló i la Carmen Díaz entre d'altres, van participar de tota mena de reclamacions davant les autoritats i estaments competents, sense trobar resposta a les seves demandes. Aleshores, es va portar a terme la protesta, que consistia a segrestar els autobusos de línia mentre feien el recorregut habitual, per portar-los a una zona del barri vigilada pels mateixos veïns. Fins a un total de catorze autobusos van ser segrestats i retinguts en una feina conjunta dels habitants del barri, especialment les dones. La solució que es va trobar va ser que un autobús de la TUGSAL fes el mateix recorregut que l'antiga BS (la nova B25) amb servei nocturn inclòs.
La lluita pel transport «BS fins a Pomar», una experiència que, els veïns la recorden així: «L'espai on hi havia els autobusos es va convertir en un lloc de trobada, la gent s'hi acostava a passar una estona amb els que feien el torn de vigilància i els portaven menjar. A les nits s'hi feia foc […], hi havia un sentit de solidaritat entre tots». L'església es va convertir en el centre de coordinació. La nit del 3 i 4 de maig, de sobte, alguns veïns que vigilaven des de la torre del campanar van cridar des d'un megàfon «que venen, que venen!» S'havia previst que, fins que no hi hagués el compromís de restituir el servei, en cas que vinguessin a endur-se els autobusos, tot el barri baixaria a impedir-ho. Però no hi van ser a temps; quatre-cents policies que van arribar d'improvís havien acordonat tot el centre del barri i impedien l'accés a la zona on hi havia els autobusos i els vigilants.